# Чжан Юйнін
Чжан Юйнін (кит: 张玉宁; пін: Zhāng Yùníng; народився 5 січня 1997 року) — китайський професійний футболіст, що грає на позиції форварда у команді китайської Суперліги «Бейцзін Гоань».

## Клубна кар'єра
Чжан Юнін розпочав свою футбольну кар'єру, коли приєднався до молодіжної академії «Ханчжоу Грінтаун» у 2008 році. Завдяки кільком хорошим виступам за академію він був викликаний до збірної Китаю (U-17) на Кубок Азії U-16 2012 року і забив два голи за три матчі протягом турніру. У сезоні 2015 року він потрапив до першої команди клубу, де дебютував і забив свій перший гол за клуб 13 травня 2015 року в нічийній грі проти «Ухань Хонсінь» (1:1) у Кубку Китаю.
У липні 2015 року Чжан перейшов до клубу Ередивізі «Вітессе», підписавши дворічний контракт. Він дебютував за клуб 13 лютого 2016 року в матчі проти «Геренвена» (3:0), вийшовши на заміну замість Валерія Казаїшвілі на 86-й хвилині. 6 березня 2016 року він забив свій перший гол за клуб у переможному матчі проти «Роди» (2–1). Він забив свій другий гол у сезоні 8 травня 2016 року в матчі проти «Твенте» (2:2). У сезоні 2016-17 Чжан отримав 9 номер у команді, однак протягом усього сезону він переважно був дублером Рікі ван Вольфсвінкеля. 26 жовтня 2016 року він забив перший гол у переможному 4-1 матчі проти «Валвейка» у другому раунді Кубка Нідерландів 2016-17. Він забив свій єдиний гол у чемпіонаті 3 грудня 2016 року в домашньому матчі проти «Зволле» (3–1). 31 березня 2017 року Чжан продовжив контракт з клубом до 30 червня 2018 року.
У липні 2017 року Чжан перейшов до клубу Англійської Прем'єр-ліги «Вест-Бромвіч Альбіон», підписавши контракт на 3 роки, за нерозголошену суму і був відразу відданий в оренду клубу Бундесліги «Вердер» Бремен на два роки. Він не зміг закріпитися в першій команді і лише двічі попадав до заявки протягом сезону 2017-18. У червні 2018 року його оренду було перервано.
22 червня 2018 року Чжан був відданий в оренду до команди Ередивізі «АДО Ден Гаг» на сезон 2018-19. Він отримав розрив зв'язок на правій щиколотці 24 серпня 2018 року, коли він грав за збірну Китаю до 23 років під час Азійських ігор 2018. Він вибув на три місяці. Він дебютував за клуб 24 листопада 2018 року в гостях, його команда перемогла з рахунком 3:2 проти «Зволле». Після шести матчів чемпіонату за клуб без забитих голів його оренда була завершена 22 лютого 2019 року.
24 лютого 2019 року Чжан перейшов до команди китайської Суперліги «Бейцзін Гоань». 1 березня 2019 року він дебютував за клуб у виїзній грі проти «Ухані» (1:0). Він забив свій перший гол за клуб 9 березня 2019 року в гостях, в якому його команда перемогла з рахунком 4:0 проти «Чунцін Лянцзян Атлетік».

## Кар'єра у збірній
Чжан дебютував у національній збірній Китаю 3 червня 2016 року в матчі проти Тринідаду і Тобаго, в якому здобув перемогу з рахунком 4:2, двічі забив і віддав гольову передачу.

## Особисте життя
Чжан походить із побожної християнської родини і заявив, що Кака є його футбольним прикладом для наслідування.